# 魁!セレソンDX
『魁!セレソンDX』（さきがけ! セレソンデラックス）は、テレビ大阪開局25周年記念事業の一環として、2006年10月から同年12月まで放送された深夜ドラマ。劇団「東京セレソンDX」による「斬新かつ実験的な連続ドラマ」を目指した番組である。

## 内容
宅間孝行がそれぞれ主役を演じる別々のストーリーが展開される。しかし、3つのストーリーは、男が一生を通じて1人の女性を愛した物語としてつながっている。

### ヤンキー魂
町で一番の不良「まあちゃん」が、パン屋で働く女の子に一目惚れする。
- 出演
  - まあちゃん - 宅間孝行
  - ジョディ（絹子） - 多部未華子
  - マリリン - 松永亜樹
  - サイパン - 飯島ぼぼぼ
  - ボッキン - 越村友一
  - ゲスト - 渡辺いっけい（喫茶店のマスター）、佐藤重幸、伊藤高史ほか

#### サブタイトル
- 第1話 - まあちゃん一目ぼれ の巻
- 第2話 - 彼女はお嬢様!? の巻
- 第3話 - 恋に落ちたジョディ の巻
- 第4話 - 嵐の前触れ の巻
- 第5話 - 決行! 告白大作戦 の巻
- 第6話 - 恋はバンドでゲット! の巻
- 第7話 - 対決! 恋のライバル の巻
- 第8話 - 2度目の告白 の巻
- 第9話 - ドキドキの初デート の巻
- 第10話 - 初旅行で筆おろし!? の巻
- 第11話 - 運命の出会い の巻
- 第12話 - クリスマスの誓い の巻

### 喫茶魂
海辺の喫茶店「CAFE12」に珍客が訪れる。台本はなく、全編アドリブで展開される。
- 出演
  - マスター - 宅間孝行
  - 茜 - 阿南敦子
  - ゲスト - 中越典子（第1回）、斉木しげる（第2回）、板尾創路（第3回）、山崎裕太（第4回）、デーブ・スペクター（第5回）、本上まなみ（第6回）、笑福亭笑瓶（第7回）、遠野凪子（第8回）、蛭子能収（第9回）、須藤理彩（第10回）、清水ミチコ（第11回）、渡辺いっけい（写真）
  - ナレーター - 泉龍太

### 老人魂
おばあちゃんを亡くして落ち込むおじいちゃんが、ボランティアの健太君をいじめまくってストレスを発散する。
- 出演
  - ジジィ - 宅間孝行
  - 健太君 - 吉成浩一
  - 真彦（息子） - 西村清孝
  - 良子さん（嫁） - 高橋亜里沙
  - おばあちゃん（絹子） - うつみ宮土理（写真・最終回ゲスト）

## スタッフ
- 脚本・演出 - サタケミキオ
- 構成 - 山名宏和
- 企画 - 恩田宏紀、緒方宣之、東京セレソンDX
- TD - 岡野明彦、吉川均
- 技術 -小林博幸
- VE - 神田圭子
- CAM -
- 音声 - 中村徳幸、戸田直之
- 照明 -
- 編集 - 馬場革
- MA - 山際卓郎
- CG - 小城功夫
- 音効 - 磯川浩己、八木賢二郎
- 美術 - 柴田慎一郎
- デザイン - 野口陽介
- 美術進行 - 西村貴則
- 装飾 - 雪入三広、伊藤隼定
- 衣裳 -
- スタイリスト -
- メイク -
- 車輌 - フェネック
- 制作進行 -
- イラスト - 五月女ケイ子
- 制作協力 - 千代田ビデオ、アクトファースト、サウンドエフェクト、イイジマルーム、アクターズセブン、フジアール、glow、タカツメディアサービス、東京衣裳、山田かつら、読売映像
- 編成 - 金岡英司
- 番組宣伝 -
- ディレクター - ウエダダイスケ
- プロデューサー - 庄田真人、財津茂彰、中村謙一
- 総合演出 - 石川北二
- 制作プロダクション - テーク・ワン
- 製作 - テレビ大阪、Victor Entertainment, Inc.

## 放送時間
- テレビ大阪 - 毎週土曜深夜0:55-1:25
- テレビ東京 - 毎週水曜深夜2:45-3:25
- テレビ愛知 - 毎週木曜深夜1:28-1:58
- テレビせとうち - 毎週木曜深夜0:58-1:28※1か月遅れ
- TVQ九州放送 - 毎週土曜深夜0:55-1:25
- 岐阜放送 - 毎週月曜深夜2:15-2:45　※3か月遅れ